# Ein perfekter Freund
Ein perfekter Freund ist der dritte Roman des Schweizer Autors Martin Suter. Er erschien 2002 im Diogenes Verlag und ist der letzte Teil der Neurologischen Trilogie, welche die beiden früheren Werke Small World und Die dunkle Seite des Mondes enthält.
Der Roman wurde mit dem Deutschen Krimipreis 2003 in der Kategorie National ausgezeichnet.

## Inhalt
Als der 33-jährige Fabio Rossi nach einem Schlag auf den Kopf im Krankenhaus erwacht, kann er sich nicht mehr daran erinnern, was in den letzten 50 Tagen vorgefallen ist. Doch das Geschehene bricht auf ihn ein in Form einer neuen Freundin, Marlen, neuen Freunden und des aufgegebenen Jobs als Journalist beim Sonntag Morgen. 
Seine alten Freunde verachten ihn (z. B. seine ganze Redaktion) infolge seiner Arroganz und seiner wichtigtuerischen Art, die Fabio seit der Arbeit an „einer grossen Story“ gezeigt hat. Er erfährt, dass er in eine völlig andere Szene gewechselt hatte: Früher war er viel mit seinem Freund Lucas und seiner damaligen Freundin Norina unterwegs gewesen, in der letzten Zeit hielt er sich jedoch mit seinem ehemaligen Schulkameraden Fredi auf. Dieser treibt sich in Striplokalen und Luxusrestaurants herum und lebt auch sonst auf grossem Fuß. 
Als er nun nach seiner Bewusstlosigkeit aufwacht, sucht er zuerst bei Lucas und Norina Hilfe, die sie ihm jedoch aufgrund des vergangenen Streits versagen. Vor allem Norina unterbindet den Kontakt vollständig, Lucas versucht trotz allem etwas zu helfen, macht jedoch Anspielungen, dass es besser für Fabio wäre, sich nicht an die letzten 50 Tage zu erinnern. Trotzdem nimmt Fabio professionelle Hilfe in Anspruch, um sich zu erinnern und sein Gedächtnis wieder zu trainieren. Diese findet er in der Person von Doktor Vogel.
Seit seiner Entlassung aus dem Krankenhaus wohnt Fabio bei Marlen, obwohl er für sie keine Gefühle entwickeln kann, da er Norina immer noch liebt. Eines Tages findet er heraus, dass sie ihm bei der Rekonstruktion der Zeit seines Blackouts helfen kann. Neben Marlen gibt es währenddessen nur noch eine Person, die Fabio unterstützt: Sarah Mathey. Sie ist die Sekretärin in der Redaktion und erweist sich als echte Freundin. Sarah sagt Fabio offen ins Gesicht, dass er sich äusserst unsympathisch verhalten habe und es kein Wunder sei, dass sich die Leute von ihm abwenden. 
Nach einiger Zeit findet er heraus, dass auf seinem Powerbook und Handheld alle Daten der Zeit seiner Amnesie fehlen. Er wollte eigentlich mehr Informationen über die grosse Story herausfinden, an der er dran gewesen war. Er vermutet, dass Marlen und Lucas die Daten gelöscht haben. Dies und andere Vorfälle bauen in Fabio immer mehr Wut auf Lucas und Marlen auf. Daraufhin macht er mit Marlen Schluss und zieht bei ihr aus. Er wohnt fortan in einem stickigen Studio, welches ihm Fredi vorübergehend verschafft hat. 
Als im Tai Chi dank eines Geruchs seine erste „Gedächtnisinsel“ über den Geburtstag von Norinas Vater auftaucht, fasst er neuen Mut. Er kommt seiner Erinnerung weiter auf die Spur, indem er in der Geschichte seinen eigenen Detektiv spielt. Durch seine letzte Reportage über Selbstmörder, die sich vor den Zug geworfen haben, erinnert er sich an Frau Jacqueline Barth. Deren Mann, Laborant bei der LABAG, hatte vor seinem Selbstmord ein Verfahren zur Feststellung von Prionen in Nahrungsmitteln erfunden. Prionen sind Eiweisse, die bei Tieren BSE erregen, bei Menschen die Creutzfeldt-Jakob-Krankheit. In seinen Unterlagen findet Fabio ein Tonband, auf dem merkwürdigerweise fast alles überspielt ist ausser einem letzten Satz von Jacqueline Barth. Dieser hängt offenbar mit der grossen Story, an der er in der letzten Zeit gearbeitet hatte, zusammen. Dr. Barth war es gelungen, Prionen in einem Schokoladenriegel vom weltweit grössten Schokoladenproduzent LEMIEUX festzustellen. Obwohl Frau Barth dies heftig bestreitet, wird suggeriert, dass LEMIEUX Herrn Barth zum Schweigen bezahlt hat. Dies würde den Reichtum der Witwe und seinen Selbstmord aufgrund von Schuldgefühlen erklären.
Trotz der frischen Beziehung zwischen Norina und Lucas kommen sich Fabio und Norina nun wieder näher. Sie treffen sich mehrmals, um über Fabios Vergangenheit zu reden. Die Wut auf Lucas hingegen steigert sich wegen verschiedener Ereignisse weiter, zum Beispiel da er Lucas mit dem vermeintlichen Firmendirektor der Firma LEMIEUX zusammen sieht. Fabio denkt nun, dass Lucas seine Daten auf dem Powerbook und dem Handheld gelöscht hat, um die grosse Story zu vertuschen und selber den Ruhm oder das Geld dafür zu bekommen. Auch die Unterlagen über die Prionen, welche Fabio von Frau Barth erhalten hatte, sind spurlos verschwunden. Als Fabio Lucas darauf anspricht, wiegelt Lucas ab und gibt vor, nichts zu wissen.
Dann wird Lucas eines Tages tot in einem Fluss aufgefunden. Der Leser wird nicht darüber aufgeklärt, ob es Selbstmord war oder nicht. Es gibt einen Grund, aus dem zum Beispiel die Firma LEMIEUX ihn hätte umbringen können: Lucas war nicht bestechlich. Denn Fabio erlebt nun, wieder aufgrund eines Geruchs, eine weitere Gedächtnisinsel, die den Tag seines „Unfalls“ betrifft. Er hatte sich mit Lucas gestritten, denn dieser hatte sich dagegen gewehrt, dass Fabio sich auch von LEMIEUX bestechen lässt und die Story nicht veröffentlicht. Fabio war deswegen so wütend geworden, dass er auf Lucas losging und ihn dieser in Selbstverteidigung niedergeschlagen hatte. Fabio und Norina finden nun wieder zusammen, ohne dass Fabio ihr von dieser Erinnerung erzählt. 
Erst nach dem Tod von Lucas findet Fabio heraus, in welch grossem Missverhältnis seine Wut auf Lucas zu dessen Loyalität war. Dieser hatte alles getan, um Fabio vor LEMIEUX zu beschützen, und hatte zu Fabios Bestem die Daten gelöscht und ihm auch nichts von ihrem Streit erzählt. Offenbar hatte er ihn immer noch bewundert und ihm geholfen, wo er konnte und er es als richtig erachtete. Ein perfekter Freund?
Der letzte Beitrag von Lucas Jäger „Der Schoko-Schock – Prionen in der Schokolade“ erscheint 2 Wochen später auf der Titelseite des Sonntag Morgen.

## Figuren
Fabio Rossi ist die Hauptperson in „Ein perfekter Freund.“ Fabio, dreiunddreissig Jahre alt, erwacht im Krankenhaus mit einer Kopfverletzung und einem Blackout von fünfzig Tagen. In der Folge versucht er zu rekonstruieren, was in dieser Zeit vorgefallen ist. Dabei kann er manchmal sein eigenes Handeln nur schwer nachvollziehen.
Fabio wie er sich selbst sieht – der „ursprüngliche Fabio“:
- Er habe kein Interesse an Geld und sei Nichtraucher. Als begabter Journalist arbeite er beim Sonntag Morgen
- Norina sei seine Freundin und Lucas sein bester Freund
- Er habe kein Interesse an Luxus-Lokalen
- Er sei umgänglich, freundschaftlich und sportlich
- Er sei stolz auf seine italienischen Wurzeln, gelegentlich etwas arrogant und aufbrausend

Der „neue“ Fabio während der letzten, vergessenen 50 Tage:
- In der Redaktion und bei seinen Freunden macht er sich mit seiner Arroganz und Wichtigtuerei unbeliebt
- Er raucht
- Geld ist ihm so wichtig, dass er bestechlich wird
- Seinen Job beim Sonntag Morgen hat er gekündigt und ist nun arbeitslos
- Er lebt zusammen mit Marlen in ihrer Wohnung
- Ihm wird bewusst, dass er Norina betrogen hat
- Er verbringt die Nächte in dubiosen (Strip-)Clubs, die seinem alten Schulkollegen Fredi gehören
- Unter Fredis Einfluss hält er sein früheres Leben für spießig

Lucas Jäger ist Fabios bester Freund. Nach dieser Rolle ist wohl der Roman benannt. Lucas und Fabio lernten sich in der Jugend in der Journalistenschule kennen. Bis zu Fabios Kündigung waren Lucas und Fabio Arbeitskollegen beim Sonntag Morgen. Lucas tut sich, im Gegensatz zu Fabio, schwer mit dem Formulieren von Texten. Dafür gilt er als zuverlässiger und hartnäckiger Rechercheur, weshalb Fabio ihn oft für seine Recherchen ausnutzt. Im Verlaufe des Buchs geht die Freundschaft zwischen Lucas und Fabio in Brüche, da Fabio herausfindet, dass Lucas mit Fabios Ex-Freundin Norina zusammen ist. Zudem findet Fabio im Verlauf der Handlung heraus, dass Lucas Fabios Geschichte, welche er selbst eine „grosse Sache“ genannt hat, geklaut hat. Am Ende des Buches stellt sich heraus, dass Lucas Fabio auch dann noch bewundert und in Schutz genommen hat, als dieser sich so stark verändert und immer mehr von Lucas distanziert hat. 
Norina Kessler war die Freundin des „alten“ Fabio. Sie ist in der Filmproduktion tätig, also in einem dem Journalismus verwandten Beruf. Neben ihrem beruflichen Leben engagiert sie sich für soziale Organisationen und verabscheut unmoralisches Verhalten. Sie trennt sich von Fabio während der 50 Tage. Danach verändert sie sich äußerlich stark und geht eine Bindung mit Lucas ein. Die Beziehung mit Fabio war für sie nicht leicht, auch weil er zweimal fremdging. Sie selbst war ihm immer treu und findet das nun verlorene Vertrauen wichtig. Als sich Fabio stark verändert, macht sie Schluss. Sie braucht eine Weile, um die missglückte Beziehung zu verarbeiten und braucht daher erst einmal Abstand von Fabio. Zuerst ist sie in dieser Haltung sehr stur und unnachgiebig. Im Verlauf des Buches wird ihr jedoch bewusst, dass Fabio sich wieder verändert hat, und sie ist nun eher dazu bereit, ihm dabei zu helfen, seine Gedächtnislücke aufzuarbeiten. Am Ende versöhnt sich Norina mit Fabio, ohne jedoch die ganze Wahrheit zu wissen.
Marlen Berger ist eine junge, blonde, attraktive Frau, welche vor der Amnesie Fabios Freundin war. Durch diese Amnesie kann sich Fabio nicht mehr an sie erinnern, doch die Pressesprecherin der LEMIEUX AG müht sich trotz der Abneigung von Fabio ab und versucht ihm zu helfen, seine Erinnerungen wiederzufinden. Sie zeigt nicht, wie sehr es an ihr nagt, dass Fabio sich nicht mehr an sie erinnern kann und so versucht sie, die Liebe zwischen ihnen neu zu entfachen, indem sie mit Fabio schläft. Doch gegen die in Fabios Herzen allmächtige Norina kommt sie nicht an. Nach der Trennung mit Fabio ist allerdings auch Marlen schnell über ihn hinweg und hat einen neuen Freund.
Fredi Keller und Fabio kennen sich schon seit ihrer gemeinsamen Schulzeit im Gymnasium. Aus der Zeit, als sie zusammen in der Fussballmannschaft spielten, hat Fabio ihn als grossen, kräftigen Jungen in Erinnerung. Von der sportlichen Figur ist nichts mehr zu merken. Fredi hat bestimmt 30 Kilogramm zugenommen, und der teure Anzug, den er trägt, passt zwar zu seinem grosstuerischen Auftreten, aber nicht zu seinem uneleganten Benehmen. Fredi hat keine Frau, dafür jedoch eine Jacht. Er verwaltet Fabios Vermögen und erzählt ihm nach seinem Gedächtnisverlust nichts davon, bis Fabio selbst darauf kommt.
Samantha ist eine attraktive junge Frau, welche für Fredi als Tänzerin in einem Nachtclub arbeitet. Sie kommt aus Guadeloupe und vermisst ihre Heimat, da sie in der Schweiz nicht mit ihrem Leben zufrieden sein kann. Zu ihrer Arbeit gehört auch, dass sie abends Männer aus dem Club mit nach Hause nehmen muss, um dann die horrende Miete an Fredi bezahlen zu können. Trotz ihres schweren Loses ist sie eine aufgestellte Person und trinkt mit ihren Freundinnen und Fabio Rossi gerne ab und zu einen heimatlichen Rum. Mit Fabio verbringt sie ein paar ungezwungene Schäferstündchen.
Sarah Mathey ist Sekretärin der Redaktion, in der Fabio arbeitet. Sie ist Fabios einzige Ansprechperson. Sie ist sehr direkt und ehrlich zu Fabio. Sarah hilft und informiert Fabio.

## Kritiken
„Martin Suters dritter Roman ist eine spannende, handlungsdichte Kriminalgeschichte. Suter beherrscht das, was ein ganz Großer des Genres, Raymond Chandler, den Set nannte: Selten braucht er mehr als drei, vier Sätze, um die spezielle Atmosphäre einer Szene oder die Beziehungen zwischen seinen Romanfiguren literarisch auszuleuchten. Seine Erfahrungen als Drehbuchautor versteckt Suter keineswegs, im Gegenteil: ›Der perfekte Freund‹ ist eines jener Bücher, die auf den Leser wie eine literarische Blaupause für eine zukünftige Verfilmung wirken.“

„In Martin Suters ›Ein perfekter Freund‹ hungern die Leser nach Informationen wie die Hauptfigur. Jedes neue Häppchen wird stilvoll serviert: keine Schnörkel, keine langatmigen Beschreibungen, viele, aber keine überflüssigen Details. Handlung ist Trumpf, Suter das Ass.“

„Martin Suter bereitet im Grunde den Boden für einen Thriller ganz klassischer Machart: für jenen Identitätsverlust, bei dem Verdrängen und Verbrechen nicht weit voneinander entfernt liegen. Aber Suter, der als Erzähler vor allem ein unbestechlicher und ungeheuer akribischer Beobachter der Gesellschaft ist, macht aus dem Stoff viel mehr. Ein virtuelles Liebesdrama, eine Moritat über Männerfreundschaft, eine Kriminalitätsstudie aus der Welt der Hochfinanz. Seine Qualität: Dialoge von kühlem Witz und vor allem ein wunderbares Gespür für Nebenfiguren.“

## Ausgaben
- Martin Suter: Ein perfekter Freund. Roman. Diogenes, Zürich 2002, ISBN 3-257-06306-7 (Taschenbuchausgabe: Diogenes-Taschenbuch 23378, Zürich 2003, ISBN 3-257-23378-7).
- als Hörspiel: Martin Suter: Ein perfekter Freund. Der Audio-Verlag, [Berlin] 2004, ISBN 3-89813-359-1 (Produktion: Norddeutscher Rundfunk, Sprecher: Boris Aljinovic, Nicolette Krebitz; Regie: Annette Berger, Bearbeitung: Susanne Hoffman).
- als Hörbuch: 5 Audio-CDs, gekürzte Lesung, 384 Minuten, Sprecher: Sebastion Koch, Regie: Margrit Osterwold, Hörbuch Hamburg, Hamburg 2002/2006, ISBN 3-89903-721-9

## Verfilmung
2006 wurde Ein perfekter Freund (Un ami parfait) unter der Regie von Francis Girod mit den Schauspielern Martina Gedeck, Marie-France Pisier und Carole Bouquet verfilmt.